# Renggiang
Renggiang is een bestuurslaag in het regentschap Belitung Timur van de provincie Bangka-Belitung, Indonesië. Renggiang telt 1630 inwoners (volkstelling 2010).